# José Antonio Labordeta
José Antonio Labordeta Subías (Saragoça, 10 de março de 1935 — Saragoça, 19 de setembro de 2010) foi um cantor, compositor, escritor e político espanhol, deputado pela Chunta Aragonesista (VII e VIII legislaturas).